# Tolga Tekin (Fußballspieler)
Tolga Tekin (* 1. Dezember 1995 in Bulanık) ist ein türkischer Fußballspieler.

## Karriere

### Verein
Tekin begann seine Fußballkarriere im Alter von neun Jahren beim Amateurverein Kocaeli Demirspor. Im Jahr 2009 wurden Scouts von Fenerbahçe Istanbul auf ihn aufmerksam, sodass er im gleichen Jahr in die Jugendabteilung von Fenerbahçe Istanbul wechselte.
Hier spielte er bis zum Alter von 18 Jahren und wechselte anschließend zur Saison 2014/15, mit einem Profivertrag ausgestattet, zum TFF 1. Lig-Aufsteiger Alanyaspor.
Sein Profidebüt gab er am 4. Januar 2015, als er in der Zweitligabegegnung gegen Orduspor in der 75. Spielminute eingewechselt wurde.
Für die Rückrunde der Saison 2015/16 lieh ihn sein Verein an Manavgatspor aus.

### Nationalmannschaft
Im Oktober 2015 debütierte Tekin für die türkische U-20-Nationalmannschaft.